# Isotonitazepina
La isotonitazepina (N-pirrolidino isotonitazeno) es un derivado del benzimidazol con potentes efectos opioides, que se ha comercializado como droga de diseño en internet. Fue identificada por primera vez por el servicio de análisis de drogas CanTEST en Australia en septiembre de 2024 y posteriormente en los Países Bajos en mayo de 2025. Su potencia in vitro es aproximadamente 1000 veces mayor que la de la morfina.